# Scheidenvorfall
Der Scheidenvorfall (lateinisch Prolapsus vaginae, Vaginalprolaps; griechisch Kolpoptose) ist eine krankhafte Ausstülpung der Vagina nach außen. Eine Senkung der Vagina ohne Durchtritt durch die Vaginalöffnung wird als Scheidensenkung (Descensus vaginae, Vaginalsenkung) bezeichnet.

## Ursachen
Bei der Frau sind meist eine oder mehrere Geburten vorhergegangen, die zu einer Schädigung des Halteapparats der Vagina und Nervenschäden mit nachfolgender Atrophie der Beckenbodenmuskulatur führten. Sehr selten tritt ein Scheidenvorfall bei Frauen ohne vorherige Geburt auf. In diesem Fall ist eine angeborene Beckenbodenschwäche der Auslöser. Auch in der Postmenopause kann es zu einer Beckenbodenschwäche kommen. Ein weiterer Auslöser kann ein stark erhöhter Druck in der Bauchhöhle sein, beispielsweise bei Adipositas oder chronischem Husten.
Bei Wiederkäuern tritt ein Scheidenvorfall als multifaktorielles Geschehen auf. Auch hier ist eine Erschlaffung des Bindegewebslagers der Scheide (retroperitonealer Teil der Beckenhöhle) bei vorangegangenen Geburten der maßgebliche Auslöser. Auch Ovarialzysten können an der Genese beteiligt sein. Zum Scheidenvorfall kommt es dann meist kurz vor Ende der Trächtigkeit oder kurz nach einer Geburt im Puerperium.
Bei Hündinnen entsteht ein Scheidenvorfall meist durch den Östrogeneinfluss während der Läufigkeit (Läufigkeitsprolaps), der zu einer Ödematisierung der Vaginalschleimhaut und des retroperitonealen Bindegewebes führt. Meistens verstärkt sich das Problem mit jeder weiteren Läufigkeit.

## Formen
In der Gynäkologie hängt das klinische Bild vom Ausmaß des Vorfalls ab. Eine Senkung der Vagina ohne Durchtritt durch die Vaginalöffnung wird als Descensus vaginae bezeichnet. Wenn das untere Drittel der Scheide betroffen ist, dann kommt es meist auch zu einer Mitbeteiligung der Harnröhre (Urethrozele), wenn die unteren zwei Drittel vorfallen, auch der Harnblase (Zystozele). Senkt sich die hintere Scheidenwand, kann der Mastdarm mitbetroffen sein (Rektozele). Wenn der obere Anteil der Vagina betroffen ist, kann auch der Douglas-Raum einbezogen werden (Douglas-Zele oder, wenn Darmschlingen einbezogen sind, Enterozele). Die vollständige Ausstülpung der Vagina kann mit der gleichzeitigen Ausstülpung der Gebärmutter einhergehen.
In der Buiatrik unterscheidet man leichte Formen mit teilweiser Einstülpung der Scheide in ihr Lumen (Inversio vaginae), einen partiellen Vorfall nach außen (Prolapsus vaginae incompletus sive partialis) sowie den vollständigen Scheidenvorfall (Prolapsus vaginae completus sive totalis). Fällt auch der Gebärmutterhals mit vor, spricht man von einem Prolapsus vaginae et cervicis. Bei Kühen kann der Scheidenvorfall auch nur vorübergehend auftreten, vor allem beim Liegen (Prolapsus vaginae intermittens sive habitualis)

## Klinisches Bild

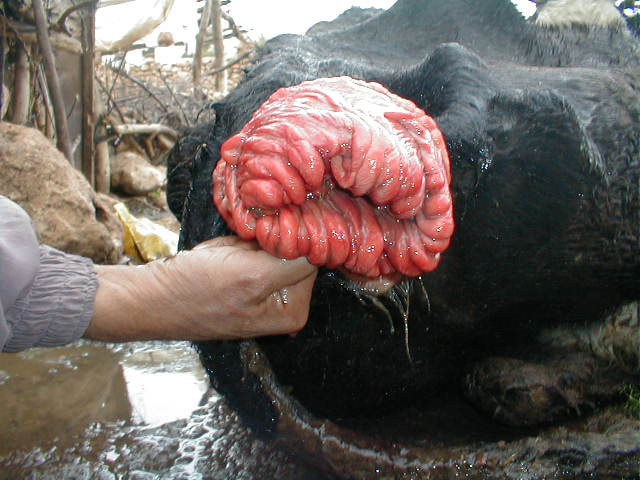
Scheidenvorfall bei einer Kuh

Betroffene Frauen empfinden ein Druckgefühl nach unten. Bei der gynäkologischen Untersuchung zeigt sich eine Vorwölbung der Scheidenschleimhaut durch die Vulva. Bei gleichzeitiger Zystozele kann eine Harninkontinenz, bei größeren Zystozelen auch eine Harnverhaltung auftreten. Bei Rektozelen können Kotabsatzprobleme auftreten. Schmerzen sind selten, dann zumeist als Rückenschmerzen, die im Tagesverlauf zunehmen.
Bei Tieren ist ein Scheidenvorfall bereits durch äußere Betrachtung der Vulva eindeutig zu erkennen.

## Behandlung
Bei Frauen kann eine konservative Behandlung mit Ring- oder Siebpessaren erfolgen. Des Weiteren kann ein individuelles Beckenbodentraining die Symptome bessern und die Lebensqualität erhöhen. Chirurgisch kann eine vordere oder hintere Scheidenplastik (Kolporrhaphie) durchgeführt werden. Die vordere Scheidenplastik kann bei verlängertem Gebärmutterhals und guter Befestigung des Gebärmutterkörpers mit einer Amputation des Gebärmutterhalses mit Raffung der Parametrien verbunden werden (Manchester-Fothergill-Operation, benannt nach dem englischen Chirurgen und Gynäkologen William Edward Fothergill). Bei gleichzeitigem Gebärmuttervorfall ist die vaginale Hysterektomie Mittel der Wahl.
Bei Rindern und Schafen wird das vorgefallene Gewebe gereinigt und mit einer antiseptischen Lösung gespült. Anschließend erfolgt die Reposition, die meist unter Zuhilfenahme eines Scheidenrohres gelingt. Bei frühzeitiger Vorstellung und geringem Ausmaß kann eine Vorfallbandage oder ein Schafretter angebracht werden. In ausgeprägten Fällen wird ein teilweiser operativer Verschluss der Vulva vorgenommen. Dieser muss mit Einsetzen der Geburt umgehend entfernt werden, so dass eine engmaschige Geburtsüberwachung notwendig ist.
Bei Hündinnen kann versucht werden, den Vorfall zu reponieren. Anschließend empfiehlt sich eine Ovariohysterektomie, um den Östrogeneinfluss zu eliminieren und erneuten Vorfällen vorzubeugen. Ist das vorgefallene Gewebe bereits stark verändert, kann auch eine Teilresektion der Vagina vorgenommen werden.